# Casa Trabal i Tauler
La Casa Trabal i Tauler és una obra de Vilafranca del Penedès (Alt Penedès) protegida com a Bé Cultural d'Interès Local.

## Descripció
Es tracta d'un edifici entre mitgeres amb pati posterior i amb façanes a la plaça i al passatge. És un habitatge unifamiliar en els seus orígens, adaptat en part a usos socials.
L'immoble és de planta rectangular i es compon de planta semisoterrani, entresòl, dues plantes pis i golfa. La coberta és en part a dues vessants i en part plana. Consta de quatre crugies perpendiculars a façana separades dues a dues per un mur de càrrega. L'escala principal és de quatre trams i està adossada a la mitgera. En el vestíbul trobem dos arcs rebaixat i columna central. Hi ha una galeria posterior coberta que configura la façana que dona al pati.
Les parets de càrrega són de paredat comú i totxo. El forjat és de bigues de fusta i revoltó de rajola. Al semisoterrani hi ha voltes rebaixades de rajola. La coberta és de teula àrab amb estructura de bigues i llates de fusta i rajola. L'escala és de volta a la catalana.
La façana principal és simètrica i es compon a partir de quatre eixos verticals que es corresponen a les quatre crugies. La planta baixa presenta quatre portals d'arc rebaixat. La primera planta té dos balcons correguts de dos obertures amb llinda cada un, coronades amb trencaaigües. Al segon pis hi ha quatre balcons d'una obertura coronada amb cornisa. El coronament de l'immoble se compon de cornisa i barana de balustres plans. La façana posterior es compon segons sis eixos verticals amb obertures d'arc rebaixat a la planta semisoterrani i entresòl i amb galeries amb llinda les plantes superiors.